# Vulturnus retifera
Vulturnus retifera är en insektsart som beskrevs av Walker 1870. Vulturnus retifera ingår i släktet Vulturnus och familjen dvärgstritar. Inga underarter finns listade i Catalogue of Life.